# Robert de Wilde
Jan Robert de Wilde (Kampen, 30 de abril de 1977) é um atleta profissional holandês que compete no ciclismo na modalidade BMX, conquistando três medalhas no Campeonato Mundial entre os anos de 1999 e 2005, e duas medalhas de ouro no Campeonato Europeu, nos anos 1999 e 2000. Representou os Países Baixos nos Jogos Olímpicos de Verão de 2008 em Pequim, competindo no BMX masculino.

## Palmarés internacional
| Campeonato Mundial | Campeonato Mundial            | Campeonato Mundial | Campeonato Mundial |
| Ano                | Local                         | Medalha            | Competição         |
| ------------------ | ----------------------------- | ------------------ | ------------------ |
| 1999               | Vallet ( França)              | 1                  | Corrida            |
| 2003               | Perth ( Austrália)            | 3                  | Corrida            |
| 2005               | Paris ( França)               | 3                  | Corrida            |
| Campeonato Europeu |                               |                    |                    |
| Ano                | Local                         | Medalha            | Competição         |
| 1999               | Valkenswaard ( Países Baixos) | 1                  | Corrida            |
| 2000               | Mandeure ( França)            | 1                  | Corrida            |